# Andrej Lovás
Andrej Lovás (1991. május 28. –) szlovák labdarúgó csatár.

## Pályafutása

### Klubcsapatokban
2008. május 27-én mutatkozott be a Ružomberok színeiben a  Dukla Banská Bystrica ellen.
2019 szeptemberében a Malženicéhez igazolt.

## Sikerei, díjai

### Klubcsapatokkal
Spartak Trnava
- Fortuna liga: 2017–18
- Szlovák kupa: 2018–19